# (4537) Valgrirasp
(4537) Valgrirasp ist ein Asteroid des Hauptgürtels, der am 2. September 1987 von der russischen Astronomin Ljudmila Iwanowna Tschernych am Krim-Observatorium in Nautschnyj (IAU-Code 095) entdeckt wurde.
Der Asteroid wurde nach dem russischen Schriftsteller und Umweltaktivisten Walentin Grigorjewitsch Rasputin (1937–2015) benannt.